# Sherman (Dakota del Sud)
Sherman è un comune degli Stati Uniti d'America, situato in Dakota del Sud, nella contea di Minnehaha.